# TUM AeroCarga
TUM Aerocarga (Antes llamada MCS Aerocarga) fue una aerolínea carguera mexicana propiedad de Grupo TUM y Avmax Group Inc.

## Historia
MCS Aerocarga surgió en el año 2015 mediante la participación conjunta entre MCS Holding Cargo Services y Grupo TUM, teniendo como base de operaciones el Aeropuerto Internacional de la Ciudad de México, con la finalidad de generar un servicio de carga aérea regular aprovechando la red logística de ambas compañías. Anteriormente MCS Holding Cargo Services operaba carga aérea a través de otras aerolíneas como Volaris y Lufthansa, sin embargo, el exceso de equipaje y el retraso o cancelación de vuelos comerciales con pasajeros hacían difícil la tarea de transportar carga exprés, por lo que en asociación con grupo TUM y la estrecha relación de este último con FedEx, se inició con la creación de una aerolínea carguera, la cual entró en servicio con un Bombardier CRJ-100 en julio de 2015.
La aerolínea adquirió otras 2 aeronaves Bombardier CRJ-100 durante el año 2015, y una aeronave CRJ-200 en el año 2017. Para enero de 2018 la aerolínea cambió su nombre a TUM Aerocarga y en julio de ese mismo año adquirió una aeronave Boeing 737-300 convertida a carguero, la cual estuvo anteriormente en servicio con Air Costa Rica.
Debido a las dificultades con la asignación de Slots en el Aeropuerto Internacional de la Ciudad de México, la aerolínea mudó sus operaciones al Aeropuerto de Toluca en mayo de 2017, permitiendo de esta forma mayor puntualidad en los itinerarios y mayor eficiencia en las operaciones de carga y descarga de las aeronaves ya que en el AICM existía mucha saturación en el uso de las plataformas de carga, lo que entorpecía todas las operaciones de TUM AeroCarga.

## Flota
A octubre de 2024, TUM Aerocarga contaba con las siguientes aeronaves, con una edad promedio de 29.7 años.

## Destinos
```
TUM Aerocarga prestó servicio a 25 destinos en 7 rutas
[
5
]
[
10
]
```

## Accidentes e incidentes
- El 10 de mayo de 2019 una aeronave Bombardier CRJ-100PF con matrícula XA-MCB operado por TUM AeroCarga que cubría un vuelo entre el Aeropuerto de Ciudad Juárez y el Aeropuerto de Ciudad Obregón tuvo una falla en el sistema de frenos tras aterrizar en el aeropuerto sonorense, lo que causó un bloqueo en las ruedas del tren principal, haciendo que se poncharan los 4 neumáticos y causando un cese en las operaciones del aeropuerto durante 24 horas. los 2 tripulantes resultaron ilesos.[11][12]

- El 21 de enero de 2022 una aeronave Bombardier CRJ-200LR(P2F) con matrícula XA-MCE operado por TUM AeroCarga que cubría un vuelo de carga entre el Aeropuerto de Culiacán y el Aeropuerto de Hermosillo sufrió una excursión de pista tras aterrizar en su destino presuntamente por falla en el sistema de frenos o de dirección en el tren de nariz, causando el cierre del aeropuerto durante 2 horas.[13][14][15]